# Ришар, Паскаль
Паскаль Ришарн (фр. Pascal Richard, род. род. 16 марта 1964, Веве) — швейцарский профессиональный велокроссовый и шоссейный велогонщик. Чемпион мира по велокроссу 1988 года. Чемпион летних Олимпийских игр 1996 года в групповой гонке. Победитель множества престижных велогонок и этапов Гранд Туров.

## Достижения

### Велокросс
1986
 Чемпионат Швейцарии
1988
 Чемпионат мира
1989
 Чемпионат Швейцарии

## Победы на шоссе
| 1989 Чемпионат Швейцарии — групповая гонка Тур де Франс — этап 16 1990 Тре Валли Варезине 1991 Трофей Лайгуэльи 1993 Чемпионат Швейцарии — групповая гонка Джиро дель Лацио Джиро делла Романья Тур Романдии Джиро ди Ломбардия 1994 Гран-при кантона Аргау Тур Романдии Тур Швейцарии Джиро д’Италия горная классификация этап 21 | 1995 Джиро дель Лацио Джиро провинции Реджио Каллабрия Гран-при кантона Аргау Трофей Мелинды Джиро д’Италия — этапы 13 и 19 1996 Олимпийские игры — групповая гонка Льеж — Бастонь — Льеж Джиро д’Италия — этап 14 Тур де Франс — этап 16 1998 Джиро дель Трентино — этап 4 1999 Тур Швейцарии — этап 1 |

## Статистика выступлений наГранд Турах
| Гранд Тур | 1988 | 1989 | 1990 | 1991 | 1992 | 1993 | 1994 | 1995 | 1996 | 1997 | 1998 | 1999 | 2000 |
| --------- | ---- | ---- | ---- | ---- | ---- | ---- | ---- | ---- | ---- | ---- | ---- | ---- | ---- |
| Джиро     | -    | -    | -    | -    | 56   | -    | 15   | 13   | сход | -    | сход | 55   | сход |
| Тур       | сход | 23   | сход | 49   | сход | -    | -    | -    | 47   | -    | -    | -    | -    |
| Вуэльта   | -    | -    | -    | -    | сход | -    | -    | -    | -    | 34   | -    | -    | -    |

## Рейтинги
| Год                      | 1989 | 1990 | 1991 | 1992 | 1993 | 1994 | 1995 | 1996 |
| ------------------------ | ---- | ---- | ---- | ---- | ---- | ---- | ---- | ---- |
| Мировой рейтинг FICP/UCI | 98-й | 68-й | 37-й | -    | 15-й | 7-й  | 11-й | 33-й |
|                          |      |      |      |      |      |      |      |      |
| Источник: UCI            |      |      |      |      |      |      |      |      |